# 가노번
가노 번(일본어: 加納藩 카노한[*])은 미노국 아쓰미군 가노(지금의 기후현 기후시 가노)를 근거지로 삼아 미노국 중심부(지금의 기후현 중남부 지역)에 영지를 소유한 번이다. 번청은 가노성.